# مامان، من یک زامبی هستم
مامان، من یک زامبی هستم (به انگلیسی: Mummy, I'm a Zombie) فیلم انیمیشن اسپانیایی انتشار یافته ۲۰۱۴ و دنباله فیلم ۲۰۱۱ بابا، من یک زامبی هستم است. انیمیشن توسط ریکاردو رامون و بنات بیتیا کارگردانی شده‌است. کیم وارتون هنرپیشه، همانند فیلم قبلی پدر، من یک زامبی هستم صداپیشه شخصیت اصلی دیکسی گریم در دوبله انگلیسی این فیلم است. این انیمیشن به چهار زبان از جمله: انگلیسی، کاتالان، باسکی و اسپانیایی منتشر شد.

## صداپیشگان

### انتشار اسپانیایی
- پائولا ریبو بعنوان دیکسی مالاسمبرگ
- ایوان لاباندا بعنوان گونر، ارنی
- نوریا تریفول بعنوان ایسیس
- الیزابت برگدو بعنوان پیروسکا
- لوئیس پوسادا بعنوان ریکاردو مالاسمبرا، ویتریول
- روسر باتایا بعنوان نیگردا، سوفیا مالاسمبرا
- فرانسیس بلدا بعنوان تورکو
- آلبرت میاسا بعنوان فیزکو
- کلارا اشواتز بعنوان لیلیانا
- مانوئل استو بعنوان استاد تاریخ

### انتشار انگلیسی
- کیمبرلی وارتون بعنوان دیکسی گریم
- مایکل لالو بعنوان گونر، ارنی، جولیا
- راتانا بعنوان ایسیس
- کیتی لی بعنوان پیروسکا، خانم پیچ‌فادر
- کارن مک‌کارتی بعنوان نبولوسا
- دنی کتیانا بعنوان تاریزکو، تورکو، پرستار
- مارک آلن جونیور
- بابی تنگ
- داگ گچمن بعنوان فیل گریم، ویتریول، ری
- جنیفر ویدرا بعنوان سوفیا
- هدر داونی بعنوان آلیسا
- تریسی چارلز بعنوان ملیسا
- جاش اسنایدر بعنوان معلم تاریخ

## انتشار
این انیمیشن نخستین‌بار در ۲۱ سپتامبر ۲۰۱۴ در جشنواره بین‌المللی فیلم سن‌سباستین منتشر شد، و در ماه اکتبر در جشنواره ریو دو ژانیرو نمایش داده شد، همچنین در ماه نوامبر در جشنواره بین‌المللی فیلم ماردل پلاتا نمایش داده شد.